# The Vile Conception
The Vile Conception – wydany przez Unique Leader Records 23 lutego 2008 roku, jest trzecim albumem włoskiej death metalowej grupy Hour of Penance.

## Lista utworów
1. "Misconception" – 04:23
2. "Liturgy of Deceivers" – 02:44
3. "Hideously Conceived" – 03:25
4. "Drowned in the Abyss of Ignorance" – 03:46
5. "Absence of Truth" – 03:09
6. "Slavery in a Deaf Decay" – 02:43
7. "The Holy Betrayal" – 03:15
8. From Hate to Suffering" – 05:12
9. "Conjuration Sworn" – 04:08
10. "Hierarchy of the Fools" – 03:54

## Twórcy
- Francesco Paoli – śpiew
- Giulio Moschini – gitara
- Silvano Leone – gitara basowa
- Mauro Mercurio – perkusja, wokal wspierający